# Cibuyur
Cibuyur is een bestuurslaag in het regentschap Pemalang van de provincie Midden-Java, Indonesië. Cibuyur telt 7564 inwoners (volkstelling 2010).